# Odense-Nørre Broby-Faaborg Jernbane
Odense-Nørre Broby-Faaborg Jernbane (ONFJ) – eller Brobybanen – var en dansk privatbane (1906-1954). Mellem Odense og Fruens Bøge benyttede banens tog Svendborgbanens spor.

## Historie
Anlægget af banen havde hjemmel i lov af 24. april 1903. Eneretsbevilling blev udfærdiget 14. november 1903. Banen blev anlagt af Sydfyenske Jernbaner (SFJ), som også forpagtede og drev den. Banen blev hurtigt tabgivende, og SFJ forsøgte allerede i 1933 at få den nedlagt, men den overlevede Besættelsen, hvor der blev god brug for alle jernbaner. SFJ blev overtaget af DSB 1. april 1949. I modsætning til SFJ's andre baner, der dermed blev statsbaner, forblev ONFJ ejet af et privat selskab, som også de lokale kommuner var med i. DSB forpagtede banen i 5 år med tilskud til vedligeholdelse fra ejerne, men da kommunerne ikke ville betale ud over de 5 år, blev banen nedlagt.

## Strækningsdata
- Åbnet: 3. oktober 1906
- Længde: 47,3 km (mellem Fruens Bøge og Faaborg)
- Sporvidde: 1.435 mm
- Skinnevægt: 22,37 kg/m
- Maks. hastighed: 45 km/t
- Maks. akseltryk: 11 t
- Nedlagt: 22. maj 1954

## Standsningssteder
Km fra Fruens Bøge:
- Odense banegård – forbindelse med Den fynske hovedbane, Nordfyenske Jernbane, Odense-Kerteminde-Martofte Jernbane og Nordvestfyenske Jernbane.
- Odense Syd.[1]
- Fruens Bøge station i km 0,0 – forbindelse med Svendborgbanen.
- Dalum billetsalgssted i km 1,6. Har aldrig haft sidespor.
- Skt. Klemens station i km 4,2. Lå ½ km vest for landsbyen Stenløse, men da der allerede var en Stenløse Station på Frederikssundbanen, blev stationen opkaldt efter Stenløse Kirke, der var helliget St. Clemens.
- Bellinge station i km 6,1.
- Fangel station i km 8,2.
- Tuemose trinbræt i km 9,8 fra 1934 med jordperron. Fra 1941 blev en gammel vognkasse brugt som venteskur.
- Nørre Søby station i km 11,9.
- Allested station i km 14,9.
- Ståby station i km 18,4.
- Brobyværk station i km 20,8.
- Nørre Broby station i km 23,4 med vandtårn.
- Ernebjerg holdeplads, tidligere Erenbjerg, i km 26,3.
- Trunderup station i km 29,1.
- Jordløse station i km 31,8.
- Håstrup station i km 35,5.
- Stensgård station i km 40,0.
- Millinge station i km 42,5.
- Faaborg banegård i km 47,3 – forbindelse med Nyborg-Ringe-Faaborg Banen og Svendborg-Faaborg Banen.

### Bevarede stationsbygninger
Stationsbygningerne blev tegnet af arkitekt Emanuel Monberg. Bygningen i Fangel er nedrevet med henblik på genopførelse i Den Fynske Landsby. Bygningen i Nørre Broby er nedrevet omkring 1983.
- Odense (gl.) Banegård: Østre Stationsvej
- Odense Sydbanegård: Vestre Stationsvej 5
- Fruens Bøge: Fruens Bøge Skov 4
- Dalum: Hjallesegade 2
- Sankt Klemens: Svenstrupvej 29B
- Bellinge: Kratholmvej 25
- Nørre Søby: Radbyvej 21
- Allested: Banevænget 10
- Ståby: Kærhaven 10
- Brobyværk: Kastanievej 8
- Erenbjerg: Assensvej 23
- Trunderup: Trunderupvej 40
- Jordløse: Stationsvej 17
- Håstrup: Banevej 8
- Stensgård: Assensvej 371
- Millinge: Stålbjergvænget 1
- Faaborg Banegård: Banegårdspladsen 2

## Strækninger hvor banetracéet er bevaret
4 km af banens tracé er bevaret og tilgængeligt. Syd for Fruens Bøge Station ligger skinnerne stadig på 500 m af hovedsporet som forbindelse til Dalum Papirfabriks sidespor.
- Brobybanens tilgroede afgrening ved Fruens Bøge Station
- Sidespor til Dalum Papir efter broen over Odense Å
- Fra skovvejen i Dyrehave mod nordvest
- Nordøst for Ståby Station
- Gennem Håstrup Skovhaver nord for Øhavsstien
- Dæmning mod sydøst fra vejen Kukkenbjerg syd for Svanninge
- Sti mellem Sygehusstien og Kildetoften i Faaborg